# Eparchia di Kinel'
L'eparchia di Kinel' (in russo Кинельская епархия?) è una diocesi della Chiesa ortodossa russa, appartenente alla metropolia di Samara.

## Territorio
L'eparchia comprende le città di Kinel' e di Čapaevsk, e i rajon Alekseevskij, Bezenčukskij, Bogatovskij, Bol'šeglušickij, Bol'šečernigovskij, Kinel'skij, Krasnoarmejskij, Neftegorskij, Pestravskij, Privolžskij e Chvorostjanskij nella oblast' di Samara.
Sede eparchiale è Kinel', dove si trova la cattedrale di San Giorgio.
L'eparca ha il titolo ufficiale di «eparca di Kinel' e Bezenčuk».

## Storia
L'eparchia è stata eretta dal Santo Sinodo della Chiesa ortodossa russa il 15 marzo 2012, ricavandone il territorio dall'eparchia di Samara, e contestualmente è entrata a far parte della metropolia di Samara.